# This is Tom Jones
This is Tom Jones -En español: Este es Tom Jones- fue una serie de programas de televisión de la cadena británica ATV con contenido variado, protagonizado y presentado por el cantante y actor británico Tom Jones.
La serie se emitió entre 1969 y 1971, con un total de 65 episodios a color. Jones estuvo nominado a un Premio de Globo Dorado como "Actor Mejor En una Serie Televisiva - Musical o Comedia" en 1970.
La serie fue exportada a los Estados Unidos por ITC Entertainment y era transmitido por ABC.

## Invitados
El espectáculo presentó a muchos actores famosos, comediantes, grupos y cantantes de moda, incluyendo a Stevie Wonder, Raphael, Nancy Sinatra, Mary Hopkin, Peter Sellers, Liza Minnelli, Janis Joplin, Aretha Franklin, Cher, Dusty Springfield, Charles Aznavour, Sérgio Mendes, Ella Fitzgerald, Ray Charles, Joe Cocker, José Feliciano, Paul Anka, Bee Gees, The Moody Blues, The Who, The Hollies, The Supremes, The 5th Dimension, Little Richard, Jerry Lee Lewis, Donovan, Chet Atkins, Burt Bacharach y Bob Hope, entre otros.

## Guía de episodios

### 1.ª temporada
- #Vendedores de 1 #Peter, Joey Heatherton, Richard Pryor, Mary Hopkin, The Moody Blues - aireó: 2/7/1969
- #Wilson de 2 #Nancy, Mireille Mathieu, Davy Jones, Herman Hermits, Rico Poco - aireó: 2/14/1969
- #3 - Lynn Redgrave, Sergio Mendes y Brasil '66, Lulu, Tim Conway, The Bee Gees - aireó: 2/21/1969
- #4 - Dick Cavett, Terry-Thomas, La 5.ª Dimensión, Sandie Shaw, Julie Driscoll w/Brian Augur y The Trinity - aireó: 2/28/1969
- #Jones de 5 #Shirley, Dick Cavett, Dusty Springfield, Engelbert Humperdinck, The Fundations - aireó: 3/7/1969
- #6 - Paul Anka, Mary Hopkin, Georgia Brown, El Mundo Loco de Arthur Brown, George Carlin - salió en: 3/14/1969
- #7 - Cass Elliot, The Dave Clark Five, Massiel, George Carlin: 3/21/1969
- #8 - Chet Atkins, Barbara Eden, Rich Little, Jerry Lee Lewis, Salena Jones: 3/28/1969
- #9 - Judy Carne, Jo Anne Worley, Millicent Martin, Anita Harris: 4/4/1969
- #10 - Donovan, Lainie Kazan, Bobby Goldsboro, Jo Anne Worley, Godfrey Cambridge - aireó: 4/11/1969
- #11 - Manitas de Plata, Mireille Mathieu, Pat Paulsen, Fran Jeffries, The Who: 4/18/1969
- #12 - Pat Paulsen, Stevie Wonder, Shani Wallis, The Hollies: 4/25/1969
- #13 - Sonny & Cher, Herman Hermits, Esther Ofarim, Cleo Laine, Henry Gibson - aireó: 5/2/1969
- #Burns de 14 #George, John Davidson, Sally Ann Howes: 5/22/1969
- #15 - The 5th Dimension, Dick Cavett, Juliet Prowse, Mireille Mathieu: 5/29/1969

### 2.ª temporada
- #Davis de 16 #Sammy Jr., Jo Anne Worley: 9/25/1969
- #17 - Diahann Carroll, Bobby Darin, Blood, Sweat & Tears, David Steinberg: 10/2/1969
- #Bennett de 18 #Tony, Vikki Carr, The Ace Trucking Company: 10/9/1969
- #19 - Anthony Newley, Peggy Lipton, Crosby, Stills, Nash y Young, John Byner: 10/16/1969
- #20 - José Feliciano, Shelley Berman, Mary Hopkin: 10/23/1969
- #Eden de 21 #Barbara, Wilson Pickett, Hendra & Ullett: 10/30/1969
- #22 - Connie Stevens, Mate Monro, The Moody Blues, Shecky Greene: 11/6/1969
- #23 - Dick Cavett, Charles Aznavour, Cass Elliot, The Hollies - aireó: 11/13/1969
- #24 - Johnny Cash, June Carter, Minnie Pearl, Jeannie C. Riley: 11/20/1969
- #25 - Claudine Longet, Little Richard, The Ace Trucking Company: 11/27/1969
- #26 #Glen Campbell, Janis Joplin, The Committee: 12/4/1969
- #Grey de 27 #Joel, Sandi Shaw, The Ace Trucking Company: 12/11/1969
- #28 - Liza Minnelli, Frankie Vaughan, Pat Cooper: 12/18/1969
- #29 - Judy Collins, David Frye, Millicent Martin, The Welsh Treorchy Male Choir: 12/25/1969
- #30 - Victor Borge, Harry Secombe, Paula Kelly: 1/1/1970
- #31 - George Gobel, Shani Wallis, Raphael, The Rascals: 1/15/1970
- #32 - Dusty Springfield, Don Ho, Lonnie Donegan,  As Trucking Compañía - aireó: 1/22/1970
- #33 - Paul Anka, Joni Mitchell, George Kirby - aireó: 1/29/1970
- #34 - Oliver, Nancy Wilson, Phil Harris - aireó: 2/5/1970
- #35 - Robert Goulet, Kenny Rogers and the First Edition, Lulu, The Ace Trucking Company: 2/12/1970
- #36 - Leslie Uggams, Joe Cocker & The Grease Band, Guy Marks: 2/19/1970
- #37 - Smokey Robison & The Miracles, Barbara Mcnair, Dick Shawn: 2/26/1970
- #38 - Bob Hope, Billy Eckstine, Bobbie Gentry: 3/5/1970
- #39 - Raquel Welch, Lou Rawls, Roy Clark, The Ace Trucking Company: 3/19/1970
- #40 - Ray Charles, Jane Powell, Robert Klein: 3/26/1970
- #Davis de 41 #Sammy Jr., Bands of The Welsh Guards: 4/2/1970

### 3.ª Estación
- #42 - Anne Bancroft, Burt Bacharach, The As Trucking Company - aireó: 9/25/1970
- #43 - Cero Mostel, Diahann Carroll, The As Trucking Company - aireó: 10/2/1970
- #44 - Bob Hope, Aretha Franklin, The As Trucking Company - aireó: 10/9/1970
- #Lawrence de 45 #Steve y Eydie Gorme, José Ferrer, The As Trucking Company - aireó: 10/16/1970
- #46 - Liza Minnelli, Edward G. Robinson, The As Trucking Company - aireó: 10/23/1970
- #Campbell de 47 #Glen, Nancy Sinatra, Jerry Reed, Jim Sullivan, The As Trucking Company - aireó: 10/30/1970
- #48 - Perry Como, Debbie Reynolds, El Inusual Nosotros, Patti Deutsch, The As Trucking Company - aireó: 11/6/1970
- #49 - The Supremes, Scoey Mitchell, Ray Stevens, The As Trucking Company - aireó: 11/13/1970
- #Jones de 50 #Jack, Joey Heatherton, Jerry Reed, Jim Sullivan - aireó: 11/20/1970
- #51 - Florence Henderson, Harry Secombe, The As Trucking Company, Jim Sullivan - aireó: 11/27/1970
- #Wilson de 52 #Nancy, Buddy Greco, The As Trucking Company, Jim Sullivan - aireó: 12/4/1970
- #53 - George Kirby, Caterina Valente, El Real De montaña Fusiliers, El As Trucking Compañía, Jim Sullivan - aireó: 12/11/1970
- #Fitzgerald de 54 #Ella, Rudolf Nureyev, Merle Parque, El galés Treorchy Coro Macho, El As Trucking Compañía, Jim Sullivan - aireó: 12/25/1970
- #55 - Shirley Bassey, John Denver, El As Trucking Compañía, Jim Sullivan - aireó: 1/1/1971
- #56 - Phyllis Diller, Lulu, Frankie Vaughan, The As Trucking Company, Jim Sullivan - aireó: 1/8/1971
- #57 - Petula Clark, The As Trucking Company, Jim Sullivan - aireó: 1/15/1971

## Disputa de derechos
En años recientes, los derechos de distribución al espectáculo han sido el tema de controversia y problemas jurídicos, en relación con el titular de licencia original, C/F Internacional.  Por ejemplo, cuando de diciembre de 2004, C/F Internacional era un acreedor de juicio asegurado de Producciones Mundiales Clásicas y los principales, Darryl Payne, para aproximadamente un millón de dólares, y era el acreedor asegurado principal en el tiempo del Capítulo 11 bancarrota que archiva por la compañía, seis meses más tarde.  C/F Internacional acción contra Producciones Mundiales Clásicas y dueño Darryl Payne estuvo basado en unpaid derechos en la relación a "Esto Es Tom Jones", y relacionó registros.  El 1969-1971 "Esto Es Tom Jones " los espectáculos televisivos son actualmente vendidos por Tiempo-Vida, más que por Producciones Mundiales Clásicas o C/F Internacionales.

## Liberaciones de vídeo de la casa
Un triple-DVD recopilación de rendimientos del espectáculo, subtitled Rock 'n' Leyendas de Corro, estuvo liberado por Vida de Tiempo el 26 de junio de 2007, anteriormente habiendo sido emitido, en varias formas, por Producciones Mundiales Clásicas. Presenta rendimientos de Richard Pryor, Mary Hopkin, Peter Vendedores, El Quién, Burt Bacharach, Anne Bancroft, Glen Campbell, Janis Joplin, Joe Cocker, Jim Grande Sullivan, Richard Pequeño, Stevie Maravilla, Bob Hope y Aretha Franklin. Crosby, Stills, Nash & Young estuvo presentado en copias promocionales tempranas, pero estos estuvieron retirados cuándo derechos emite impedido su ser de rendimiento liberó; Poco Richard estuvo sustituido para las copias finales.
Otro triple-DVD recopilación de rendimientos del espectáculo, subtitled Intérpretes Legendarios, estuvo liberado por Vida de Tiempo el 12 de febrero de 2008. Presenta rendimientos de Sammy Davis, Jr., Tony Bennett, Bobby Darin, David Steinberg, Liza Minnelli, Rico Poco, Jerry Lee Lewis, Chet Atkins, Johnny Dinero efectivo y junio Carter.